# Hardcore Italia
Hardcore Italia è la prima trasmissione nazionale dedicata al genere musicale techno hardcore dagli anni '90.

## Storia
Debutta il 13 settembre 2009. Dopo il cambio di palinsesto in radio, la trasmissione è diventato un simulcast dalla radio online Q-dance.